# Forthing Jingyi X6

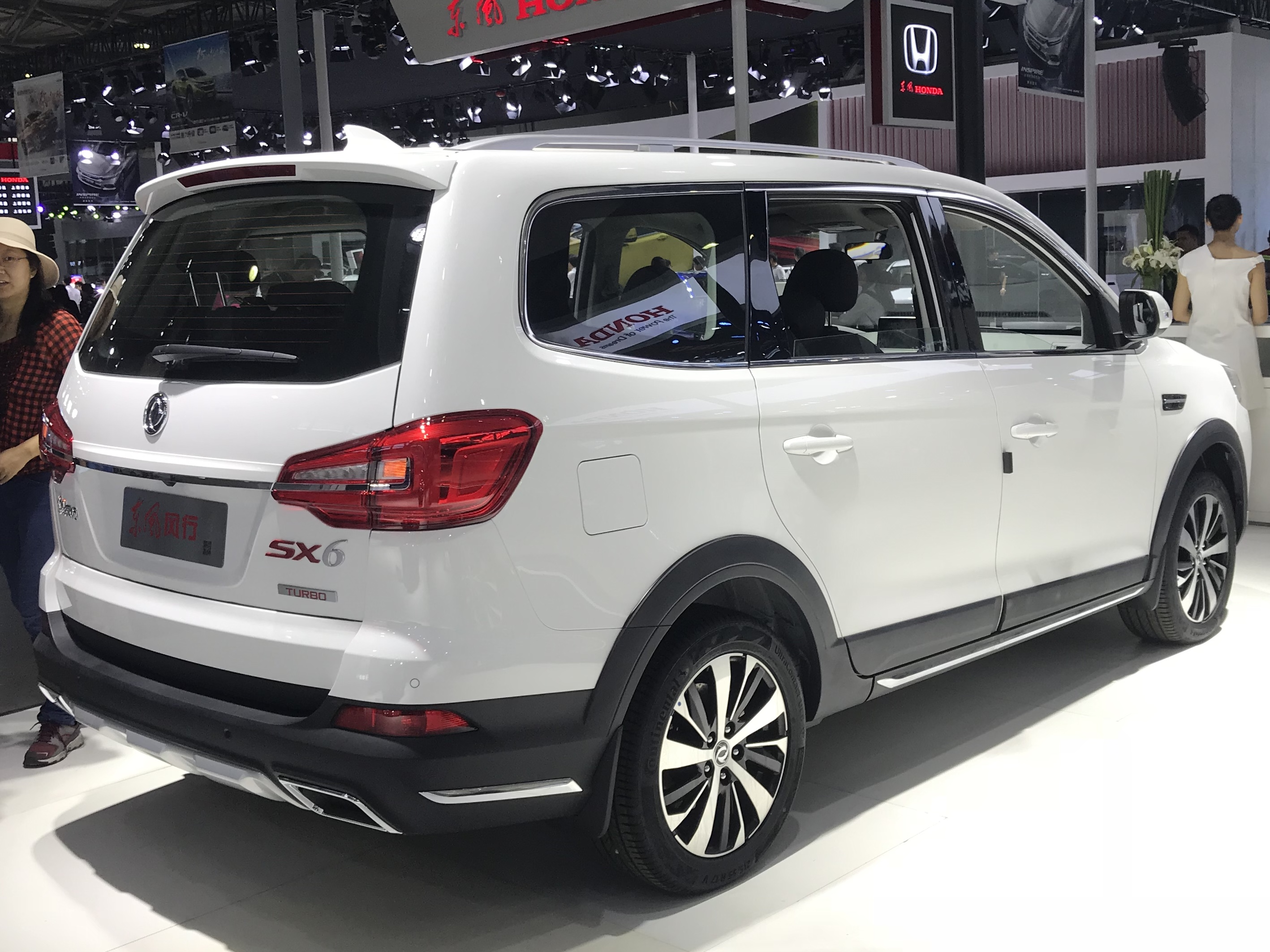
Зад

Forthing Jingyi X6 - середньорозмірний кросовер дочерки Forthing китайського виробника Dongfeng, що вироблявся з 2016 по 2017 рік  

## Опис
Forthing Jingyi X6 був модернізованим варіантом Fengxing SX6 з потужнішими двигунами, які пойеднуврвся в парі з міханічною п'ятиступкою трансмісією або варіатором. По суті це семимісний кросовер зі конфігурацією 2-2-3. Ціна від 84900 до 109900 юанів плюс минус від регіона . Головними конкурентами були Renault Kadjar і Renault Koleos  . Іза проблеми з продажем виробництво автомобіля Forthing Jingyi X6 було закінчіно в 2017 році   .

## Технічні характеристики
Авто Forthing Jingyi X6 оснащувався рядним чотирициліндровим 1,5-л двигуном силою в 117 л. с. і крутним моментом 150 Нм, а також 2,0-л двигуном силою 150 л. с. і крутним моментом 200 Н⋅м   .